# A型貨物船
A型貨物船（Aがたかもつせん）とは、日本郵船が運航した貨物船のクラスの一つで、1935年（昭和10年）から1938年（昭和13年）の間に三菱長崎造船所で5隻が建造された。日本郵船における本格的なディーゼル貨物船のクラスの第二陣であり、おもに欧州航路に就航した。太平洋戦争では全船が日本海軍に徴傭され、すべて戦没した。
本項では、主に建造までの背景や特徴、技術的な面などについて説明する。単独項目として作成されている船に関しては、そちらも参照されたい。

## 建造までの背景
日本郵船の貨物船隊の主力であったT型貨物船は、1930年代に入ると陳腐化して速力の面では全く勝負にならず、横浜積み出しの生糸輸送は1932年（昭和7年）度の時点で大阪商船や国際汽船などのディーゼル船に9割9分持っていかれる有様であった。それでも日本郵船は、1920年代後半から1930年代前半にかけて命令航路就航の貨客船を「浅間丸」（16,947トン）や「氷川丸」（11,622トン）、「照国丸」（11,931トン）などの新鋭船に置き換えたあと、貨物船部門の改善に取りかかった。第一次船舶改善助成施設でニューヨーク航路向けのN型貨物船を建造し、次いで欧州航路、特に1917年（大正6年）開設のリヴァプール線でブルー・ファンネル・ラインとの激しい競争に対応するための貨物船の建造を計画した。これがA型貨物船である。船名の頭文字は、すべて「あ（A）」で始まる。
A型貨物船5隻のうち、「赤城丸」と「浅香丸」の2隻については船舶改善助成施設の適用を受けることとなり、「赤城丸」（第二次船舶改善助成施設適用）の見合い解体船として日本郵船は自社船の中から日本最初の1万トン超貨客船の一隻である「春洋丸」（13,377トン）を、「浅香丸」（第三次船舶改善助成施設適用）のそれには日本最初の7,000トン超貨客船の一隻である「丹後丸」（7,463トン）をそれぞれ充当したが、「丹後丸」の解体はのちに取り消された。

## 一覧
| 船名   | 起工          | 進水           | 竣工           | 備考・出典                   |
| ------ | ------------- | -------------- | -------------- | ---------------------------- |
| 赤城丸 | 1935年12月2日 | 1936年6月6日   | 1936年9月10日  | 第二次船舶改善助成施設適用船 |
| 有馬丸 | 1936年3月18日 | 1936年9月18日  | 1936年11月30日 | [ 7 ]                        |
| 浅香丸 | 1937年2月18日 | 1937年7月7日   | 1937年11月30日 | 第三次船舶改善助成施設適用船 |
| 粟田丸 | 1937年3月2日  | 1937年8月5日   | 1937年12月23日 | [ 8 ]                        |
| 吾妻丸 | 1937年5月3日  | 1937年10月23日 | 1938年3月10日  | [ 8 ]                        |

## 特徴
大阪商船の畿内丸型貨物船とくらべて性能が若干下回っていたと評された前級のN型貨物船からは幾分かは改善された。最たる特徴はディーゼル機関であり、「希少種」の機関を搭載していた。
従前のディーゼル機関は単働式であり、馬力を得るために複働式の機関が開発されるようになった。三菱長崎造船所でも提携先のスルザー社からライセンスを得て「7DSD型」と呼ばれる複働式ディーゼル機関を6,700馬力のものと7,600馬力のものの2種類を合計5台製作し、長崎建造分のN型貨物船3隻と国際汽船の貨物船2隻に搭載した。ところが、そのうちの「鹿野丸」（国際汽船、6,940トン）がピストン棒を折損する事故を起こし、その他燃焼不良などの故障や整備が面倒なことなど悪評が先行して、スルザー型の複働式ディーゼル機関を採用する船主が続かなかった。そこで三菱長崎造船所では、独自開発のMS型ディーゼル機関を複働式に改造したものを設計し、「MSD型」として開発した。MSD型はすべてA型貨物船に搭載されてその性能をいかんなく発揮したものの、やはり整備に手間がかかること、それにディーゼル機関の技術革新で単働式2サイクル過給機関が登場するに及んで複働式ディーゼル機関はほとんど廃れ、三菱長崎造船所が製作した複働式ディーゼル機関は、戦前製作分に限って言えば「7DSD型」5台と「MSD型」5台の計10台にとどまった。
また、最終船の「吾妻丸」は他の姉妹船とは異なって船首楼付の平甲板型の船型となり、トン数など諸要目も若干異なる。

## 就役
「赤城丸」と「有馬丸」は竣工後、予定どおりにリヴァプール線に就航するが、ブルー・ファンネル・ラインとの力関係は日本郵船と言えども差を縮めるには至らず、北部ヨーロッパ諸港やハンブルクを結ぶ航路に活路を見出すこととなった。1937年（昭和12年）7月からは、パナマ運河経由の東回り世界一周線を開設し、A型貨物船は後級のS型貨物船や国際汽船の貨物船ととも配船された。1939年（昭和14年）9月の第二次世界大戦勃発後は、往路が地中海経由ではなく保険料が安かったこともあって好評だったが、間もなく、日米関係の悪化などによって遠洋航路は縮小して優秀船は引き揚げられ、1941年（昭和16年）半ばには定期の遠洋航路は事実上途絶した。「吾妻丸」は昭和16年4月13日に神戸港を出港し6月8日にニューヨーク着、6月24日に出港して8月1日に横浜港に帰着し、戦前最後のニューヨーク線就航船となった。
A型貨物船5隻は太平洋戦争開戦前に、時期はまちまちながらすべてが日本海軍に徴傭され、「赤城丸」と「粟田丸」は特設巡洋艦に、「浅香丸」は特設運送艦を経て特設巡洋艦に就いた。また、「有馬丸」は船舶運営会使用船を、「吾妻丸」は特設運送船をそれぞれ経て、タンカー不足を補うため応急タンカー（特設運送船（給油））に改造された。1943年（昭和18年）に「有馬丸」、「吾妻丸」と特設運送船に転籍した「粟田丸」が戦没し、1944年（昭和19年）には「赤城丸」が2月17日のトラック島空襲で戦没、特設運送船に転籍した「浅香丸」も馬公で空襲により戦没して、戦争終結後の残存船はなかった。

## 要目一覧
| 船名   | 総トン数/ (載貨重量トン数) | 全長/垂線間長 | 型幅   | 型深   | 主機/馬力（最大）                         | 最大速力    | 出典   |
| ------ | -------------------------- | ------------- | ------ | ------ | ----------------------------------------- | ----------- | ------ |
| 赤城丸 | 7,389 トン （9,612トン）   | 141.02 m Lpp  | 19.0 m | 10.5 m | 三菱MSD型 ディーゼル機関1基1軸 8,771 馬力 | 18.9 ノット | [ 19 ] |
| 有馬丸 | 7,389 トン （9,614トン）   | 141.02 m Lpp  | 19.0 m | 10.5 m | 三菱MSD型 ディーゼル機関1基1軸 9,466 馬力 | 19.3 ノット | [ 20 ] |
| 浅香丸 | 7,398 トン （9,596トン）   | 141.02 m Lpp  | 19.0 m | 10.5 m | 三菱MSD型 ディーゼル機関1基1軸 9,365 馬力 | 19.2 ノット | [ 21 ] |
| 粟田丸 | 7,397 トン （9,567トン）   | 141.02 m Lpp  | 19.0 m | 10.5 m | 三菱MSD型 ディーゼル機関1基1軸 9,711 馬力 | 19.3 ノット | [ 22 ] |
| 吾妻丸 | 6,645 トン （9,312トン）   | 140.70 m Lpp  | 19.6 m | 9.6 m  | 三菱MSD型 ディーゼル機関1基1軸 9,380 馬力 | 19.1 ノット | [ 23 ] |